# Прожектор (журнал)
«Прожектор» — советский иллюстрированный литературно-художественный и сатирический журнал. Выходил в Москве как приложение к газете «Правда» в 1923—1935 годах. В то время единственный в СССР многокрасочный журнал.
В состав редколлегии входили Н. Бухарин (1923—1931), А. Воронский (1923—1927), К. Левин (секретарь редакции в 1926—1929), Л. Шмидт (заместитель редактора с 1928), Е. Зозуля. В 1931 году состав редакции был изменён, в неё вошли В. Васильевский (редактор), С. Воронин, В. Ставский, А. Федотов.
«Прожектор» был тесно связан с журналом «Красная новь» (оба выходили под редакцией Воронского). Многие вещи, напечатанные в «Красной нови», появлялись предварительно в отрывках в «Прожекторе».
Печатались хроника, очерки (С. Третьяков, А. Габор), фельетоны (А. Зорич), рассказы, стихи, литературно-критические статьи.
Постоянным художником журнала был К. Ротов, часто публиковались рисунки К. Елисеева, А. Дейнеки, Б. Ефимова, фотографии Р. Кармена.
В начале 1930-х журнал столкнулся с трудностями из-за дефицита бумаги. С 1930 стал выходить один раз в 10 дней, с 1932 дважды в месяц, с 1933 (№ 9) раз в месяц. В 1935 закрыт.